# 曲波 (作家)
曲波（1923年2月22日—2002年6月27日），原名曲清涛，男，山东黄县（今龙口市凤仪区枣林庄）人，中國现代作家。代表作长篇小说《林海雪原》。

## 生平
曲波出生于1923年，家境貧寒，父親是一位染匠。少年時期念過5年半私塾。11歲進入本村的拳房學習武術，從小就具有了俠客情懷與尚武精神。抗日戰爭開始后，他只有15歲，考入了八路軍胶东公学，入伍後改名為曲波。毕业后进入胶东八路军主力第13团担任文化干事，1940年担任连队指导员。期間他既參加過地方起義伪军的改造工作，也與日軍進行過殊死的較量等職務。1943年進中国人民抗日軍政大學膠東分校學習，畢業後於膠東軍區任報社記者。1944年任胶东军区海军支队第四中队指导员。1945年8月15日, 日本二戰投降后, 为了建立巩固的东北根据地, 山东军区胶东海军支队奉党中央之命一路北上。部队到达五常县后重新编队, 22岁的曲波被任命为二团副政委。合江、牡丹江一带的『匪患』非常严重, 部队的主要任务是剿匪。1946年6月,曲波和刘波在牡丹江军区举行了简单的婚礼。婚后第二天, 他便进山剿匪去了。
1945年10月，随所在部队——胶东军区海军支队，从山东龙口登船赴东北。登陆后称东北人民自治军辽东三纵队二支队，一路宣传鼓动扩军北上至五常县，已扩编为两个团，编入牡丹江军区，曲波任牡丹江军区二团副政委，当时仅22岁。参与了对牡丹江地區各路土匪的清剿，至1947年春完成剿匪，随牡丹江二团编入东北民主联军第一纵队三师七团任政治处主任。1947年法库战斗中第一次负伤，由哈尔滨的军队医院的日本大夫取出炮弹片，伤愈后归队。辽沈战役攻打锦州中身负重伤，右大腿骨折、股动脉被打断、弹片打入肘关节，在兵站医院伤口又化脓崩裂，曲波正在怀孕的妻子为他献血200毫升。初步治愈后，右腿短了四厘米，走路摇晃厉害，成为二等甲级残废军人。1949年下半年，可以拄双拐走动了，给组织写信：“苏联有个无脚飞将军。我不能干陆军，就去海军学校工作。”被安排到安东海校，任二大队政委。在海校讲政治课，拄着双拐上课。海校苏联顾问认为曲波拄拐不能上舰，应该调离。总政干部部要把曲波调到陆军院校。当时东北铁路总局局长刘居英在山东时期是曲波的老上级，劝曲波转业，到铁路部门搞工业。1950年12月，曲波转业担任皇姑屯机车车辆厂任党委书记兼副厂长。
1953年，沈阳机车厂搬迁到齐齐哈尔，担任齐齐哈尔车辆厂任党委书记兼第一副厂长，全厂约有一万余人，曲波是二等甲级革命残废军人，拄着双拐工作。1955年，推广苏联实行的“一长制”, 他认为不适合中国国情而坚决反对。因为抗命, 领导让他写检讨。在委屈的情绪中, 他越发怀念那些在战斗中牺牲的战友们, 便拿起笔来。铁道部所有机械车辆厂归一机部管理，曲波任第一机械工业部第一设计院副院长，全家迁入北京市西城区百万庄辰区一机部宿舍两居室。1958年曲波调到四川德阳的第一机械工业部第二重型机械厂任生产副厂长，配合厂长景晓村，至1964年。文革结束后出任鐵道部工業总局副局長等職。曾任中國作家協會理事，铁道部文联主席。
1955年初还在东北的齐齐哈尔车辆厂时，因反对学习苏联推行“一长制”挨批，在委屈情绪中想起了牺牲在战争年代的战友：杨子荣、高波、陈振仪、栾超家、孙大德、刘蕴苍、刘清泉、李恒玉等，萌生创作长篇小说的想法。齐齐哈尔车辆厂厂区离宿舍较远，冬天踏着大雪回家，想起奇袭威虎山的严寒暴雪日子，曲波在《林海雪原》的后记中写道：“及抵家，一眼望见那样幸福地甜睡着的爱人和小孩子，一阵深切的感触涌上我的心头……我的宿舍是这样的温暖舒适，家庭生活又是如此的美满，这一切，杨子荣、高波等同志没有看到，也没有享受到，但正是为了美好的今天和更美好的未来，在最艰苦的年月里，他们献出了自己最宝贵的生命。”在东北时曲波已开始利用业余时间悄悄地写出一些章节，调到北京后，一下班就躲到屋子里写作，就连曲波的四个孩子都不知道他在创作小说。写字桌中间的抽屉保持半开着，一机部邻居同事来找，曲波就把稿件塞进抽屉掩上。原因是曲波担心写不好闹得满城风雨，担心别人说闲话下班后哪有这么多精力写字，又担心别人说他小学五年级半的文化程度写长篇小说自不量力。曲波有时一天写一万字。到了星期天，刘波带四个孩子到公园玩，让曲波在家安心静心写作。小说完成后约有四十多万字，用两个包袱皮装了两大包，去东总布胡同作家出版社投稿。出版社责任编辑龙世辉审稿后通知曲波：“我们确定要出你的稿子，需要做一部分修改。”《人民文学》副主编秦兆阳先在《人民文学》选发了《奇袭虎狼窝》章节，并在“编者按”中写道：“作者是一位解放军的军官，现在工业部门工作……这本书将是我国文学创作上的一个可喜的收获。” 
曲波在文化大革命时期受到打击和迫害。1966年6月，曲波被扣上4頂大帽子挨批鬥：「走資派」、「修正主義分子」、「文藝黑線急先鋒」、「牛鬼蛇神」。他即将发行的小說《桥隆飙》，江青讀後結論為：“這本書是一株大毒草。不準出廠，就地銷毀！”印刷廠隨即將所有成品用卡車運到造紙廠化成紙漿，該書直至文化大革命后才得以出版。因為曲波是二等甲級殘廢軍人，按當時的最高指示，開始時他和挨鬥的人一起掃院子、掃大街，後來讓他到食堂勞動。1969年9月，江青與曲波見面時示意他寫遼沈戰役，被曲波婉拒。
曲波晚年多病，未能完成他构思长久的几部新作。

## 作品
- 《林海雪原》（长篇小说）1957，人民文学出版社
- 《戎萼碑》（长篇小说）1977，山东人民出版社
- 《山呼海啸》（上下集，长篇小说）1977，中国青年出版社
- 《桥隆飙》（长篇小说）1979，人民文学出版社

传奇长篇小说《林海雪原》是他的代表著作，曾被翻译成俄文、英文、日文、阿拉伯文、越南文等多种文字，也多次被改编为电影、电视连续剧和京剧等，例如京剧革命样板戏《智取威虎山》。

## 家庭
妻子刘波（1924-2024）山东龙口人，1938年入伍，1939年5月入党，担任胶东军区后方医院护士长兼医院党委委员。长期从事医护工作，第二次国共内战时期任牡丹江军区政治部秘书、部队医院教导员，离休前任北京医科大学党委副书记。1946年与曲波结婚。
长女 曲淼淼 1947年生于牡丹江。烧伤整形外科医师。1965年考入北京协和医学院。1978年考上第四军医大学首批研究生, 在  西京医院整形科 （页面存档备份，存于）， 导师汪良能。毕业论文填补国内空白，获全军科技奖：新生鼠表皮细胞培养和移植的初步实验和研究  中华外科杂志 （页面存档备份，存于） 1983 21(01) 17-20 。1985年转业到 北京医学院第三附属医院 成型外科，开始进行皮肤免疫学研究. 1987年起留学日本和澳洲，定居塔斯马尼亚。 (附件曲淼淼的部分论文) 
长子曲晶晶 1949年生于辽西。1967年9月，曲晶晶因辦《星星之火》校報，寫了反對江青“文攻武衛”的傳單，被康生點名抓進了監獄，出獄後被下放到陝北農村插隊勞動。1977 考入西安外国语学院。曾任新华社编辑
次子曲磊磊，画家， 1951年生于齐齐哈尔， 下放到北大荒插隊。 1979年著名星星画会成员之一。 后定居伦敦。
次女曲毳毳， 1953年生于齐齐哈尔，文革中被送到山东大舅家避难。文革后就读泉州医学院成为儿科医师。

## 外部連結
- 中国作家网
- 中国作协会员辞典，中国现代作家辞典